# Caroline Chepkoech Kipkirui
Caroline Chepkoech Kipkirui (* 26. Mai 1994 in Kericho) ist eine kasachische Mittel- und Langstreckenläuferin kenianischer Herkunft, die seit 2022 für Kasachstan startberechtigt ist. Sie ist die jüngere Schwester der Langstreckenläuferin Mercy Cherono Koech (* 1991).

## Sportliche Laufbahn

### Für Kenia
Erste Erfahrungen bei internationalen Meisterschaften sammelte Caroline Chepkoech Kipkiruibei den Crosslauf-Afrikameisterschaften 2011 in Kapstadt, bei denen sie in 19:59 min die Goldmedaille im Juniorinnenrennen gewann. Im Mai siegte sie in 15:24,66 min im 5000-Meter-Lauf bei den Juniorenafrikameisterschaften in Gaborone und anschließend sicherte sie sich bei den Jugendweltmeisterschaften nahe Lille in 8:58,63 min die Bronzemedaille über 3000 Meter. Im Jahr darauf belegte sie bei den Juniorenweltmeisterschaften in Barcelona in 15:58,10 min den fünften Platz über 5000 Meter und bei den Crosslauf-Weltmeisterschaften 2013 in Bydgoszcz gelangte sie nach 18:09 min auf Rang vier im U20-Rennen und sicherte sich in der Teamwertung die Goldmedaille. In den folgenden Jahren fokussierte sie sich auf den Straßenlauf und 2017 wurde sie beim Memorial Van Damme in Brüssel in 14:27,55 min Zweite über 5000 Meter. Am 9. Februar 2018 lief sie in Ra’s al-Chaima den Halbmarathon in einer Zeit von 1:05:07 h und wurde damit Dritte und im Mai siegte sie in 8:29,05 min im 3000-Meter-Lauf bei der Doha Diamond League.  Im Januar 2019 gewann sie in 1:05:07 h in persönlicher Bestzeit den Houston Half Marathon. Ein Jahr später wurde sie am 19. Januar 2020 im Houston Half Marathon in einer Zeit von 1:08:13 h Dritte hinter der Japanerin Hitomi Niiya (1:06:36 h) und Brillian Jepkorir Kipkoech (1:08:08 h).

### Für Kasachstan
Seit 2022 ist sie international für Kasachstan startberechtigt und startete im selben Jahr über 5000 Meter bei den Weltmeisterschaften in Eugene und belegte dort in 14:54,80 min im Finale den siebten Platz und auch über 10.000 Meter gelangte sie mit 30:17,64 min auf Rang sieben. Im Jahr darauf siegte sie in 9:01,98 min über 3000 Meter bei den Hallenasienmeisterschaften in Astana über 3000 Meter. Anfang Juli siegte sie in 4:20,86 min über 1500 Meter beim Qosanov Memorial und kurz darauf belegte sie bei den Asienmeisterschaften in Bangkok in 16:10,20 min den vierten Platz über 5000 Meter und kam über 10.000 Meter nicht ins Ziel. Anschließend kam sie bei den Weltmeisterschaften in Budapest über 10.000 Meter nicht ins Ziel und im September gewann sie bei den Asienspielen in Hangzhou in 33:15,83 min die Bronzemedaille hinter der Bahrainerin Violah Jepchumba und Ririka Hironaka aus Japan. Zudem sicherte sie sich über 5000 Meter in 15:23,12 min die Bronzemedaille hinter der Inderin Parul Chaudhary und Hironaka aus Japan.
In den Jahren 2022 und 2023 wurde Chepkoech Kipkirui kasachische Meisterin im 1500-Meter-Lauf sowie 2023 auch über 5000 Meter.

## Persönliche Bestzeiten
- 1500 Meter: 4:13,21 min, 29. Juni 2018 in Almaty
  - 1500 Meter (Halle): 4:18,16 min, 30. Januar 2021 in Öskemen
- 3000 Meter: 8:29,05 min, 4. Mai 2018 in Doha
  - 3000 Meter (Halle): 8:58,29 min, 26. Februar 2022 in Öskemen
- 5000 Meter: 14:27,55 min, 1. September 2017 in Brüssel
- 10.000 Meter: 30:17,64 min, 16. Juli 2022 in Eugene (kasachischer Rekord)
- 10 km (Straße) 30:19 min, 8. September 2018 in Prag
- Halbmarathon: 1:05:07 h, 9. Februar 2018 in Ra’s al-Chaima